# Cena (prawo)
Uzasadnienie: Powody podano na stronie dyskusji
Cena (łac. pretium) – nazwa świadczenia kupującego w umowie sprzedaży: kwota pieniężna ustalona jako ekwiwalent nabywanej rzeczy.
Cena jest więc zawsze kwotą pieniężną, co nie wyklucza możliwości zaliczenia na jej poczet świadczeń niepieniężnych. Dopuszczalne jest również określenie ceny poprzez wskazanie podstaw do jej ustalenia (art. 536 Kodeksu cywilnego). W braku odmiennej umowy stron, zapłata ceny powinna nastąpić jednocześnie z przeniesieniem własności sprzedawanej rzeczy.

## Ceny urzędowe
Ustalenie ceny jest zastrzeżone do swobodnej decyzji stron umowy, co jest przejawem zasady swobody umów (art. 3531 kc). Wyjątkiem od tej zasady są ceny urzędowe – narzucone przez państwo. Wzajemne roszczenia stron w takim przypadku regulują przepisy art. 537-541 kc. Kodeks rozróżnia cztery rodzaje cen urzędowych:
- ceny sztywne (cena jest ściśle określona zarządzeniem)
- ceny minimalne (cena zapłacona nie może być niższa od określonej)
- ceny maksymalne (cena zapłacona nie może być wyższa od określonej)
- ceny wynikowe (organ państwowy ustala, w jaki sposób ma być obliczona cena).

Ceny urzędowe mogą być wprowadzane:
- rozporządzeniem Rady Ministrów, wydanym na podstawie art. 24 ust. 1 pkt 1a i ust. 2 pkt 1 ustawy z 29 sierpnia 2002 o stanie wojennym oraz o kompetencjach Naczelnego Dowódcy Sił Zbrojnych i zasadach jego podległości konstytucyjnym organom Rzeczypospolitej Polskiej (Dz.U. z 2025 r. poz. 504);
- rozporządzeniem Rady Ministrów lub wojewody (jeżeli stan wyjątkowy wprowadzono na obszarze jednego województwa lub jego części), wydanym na podstawie art. 21 pkt 1a w zw. z art. 22 ustawy z 21 czerwca 2002 o stanie wyjątkowym (Dz.U. z 2017 r. poz. 1928);
- decyzją, zarządzeniem bądź (w przypadku wojewody) rozporządzeniem – odpowiednio wójta (burmistrza, prezydenta miasta), starosty bądź wojewody na podstawie art. 21 ust. 1 pkt 4b w zw. z art. 23 ustawy z dnia 18 kwietnia 2002 r. o stanie klęski żywiołowej (Dz.U. z 2025 r. poz. 112);
- decyzją administracyjną ministra właściwego do spraw zdrowia na podstawie art. 11 ust. 6 ustawy z dnia 12 maja 2011 r. o refundacji leków, środków spożywczych specjalnego przeznaczenia żywieniowego oraz wyrobów medycznych (Dz.U. z 2025 r. poz. 907).

Rada gminy może również ustalić urzędowe ceny usług przewozowych w publicznym transporcie zbiorowym w zakresie zadania o charakterze użyteczności publicznej w gminnych przewozach pasażerskich i za przewozy taksówkami na terenie gminy oraz określić strefy cen (stawki taryfowe) obowiązujące przy przewozie osób i ładunków taksówkami; rada powiatu – za usługi przewozowe w publicznym transporcie zbiorowym w zakresie zadania o charakterze użyteczności publicznej w powiatowych przewozach pasażerskich; sejmik województwa może ustalać ceny urzędowe za usługi przewozowe w publicznym transporcie zbiorowym w zakresie zadania o charakterze użyteczności publicznej w wojewódzkich przewozach pasażerskich. Ceny ustalone w ten sposób mają charakter cen maksymalnych (art. 11b i 11c ustawy z dnia 6 września 2001 r. o transporcie drogowym oraz art. 50a i 50b ustawy z dnia 16 grudnia 2010 r. o publicznym transporcie zbiorowym).

## Zasady podawania cen
W myśl art. 3 ust. 2 ustawy z dnia 9 maja 2014 r. o informowaniu o cenach towarów i usług (Dz.U. z 2023 r. poz. 168) w cenie „uwzględnia się” podatek od towarów i usług oraz podatek akcyzowy – co według powszechnie przyjętej wykładni ma znaczyć, że kwota ceny obejmuje te podatki. Zgodnie z art. 4 ust. 1 w miejscu sprzedaży detalicznej i świadczenia usług uwidacznia się cenę oraz cenę jednostkową towaru (usługi) w sposób jednoznaczny, niebudzący wątpliwości oraz umożliwiający porównanie cen. W przypadku obniżki ceny uwidacznia się także informację o przyczynie wprowadzenia obniżki. Należy zaznaczyć, że w przypadku niektórych towarów określonych rozporządzeniem, o którym mowa w art. 4 ust. 2 pkt 2, podanie ceny jednostkowej nie jest wymagane. Wymieniona ustawa dotyczy umów, w których przedsiębiorca jest sprzedawcą lub usługodawcą (art. 2 i art. 3 ust. 1 pkt 1).
Art. 8 pkt 3 ustawy z dnia 30 maja 2014 r. o prawach konsumenta (Dz.U. z 2024 r. poz. 1796) stanowi, że najpóźniej w chwili wyrażenia przez konsumenta woli związania się umową przedsiębiorca ma obowiązek poinformować konsumenta, o ile informacje te nie wynikają już z okoliczności, w sposób jasny i zrozumiały o łącznej cenie lub wynagrodzeniu za świadczenie wraz z podatkami, a gdy charakter przedmiotu świadczenia nie pozwala, rozsądnie oceniając, na wcześniejsze obliczenie ich wysokości – sposobie, w jaki będą one obliczane, a także opłatach za dostarczenie, usługi pocztowe oraz jakichkolwiek innych kosztach, a gdy nie można ustalić wysokości tych opłat – o obowiązku ich uiszczenia; w razie zawarcia umowy na czas nieoznaczony lub umowy obejmującej prenumeratę przedsiębiorca ma obowiązek podania łącznej ceny lub wynagrodzenia obejmującego wszystkie płatności za okres rozliczeniowy, a także wszystkich kosztów, które konsument jest zobowiązany ponieść. Art. 9 ustawy wyłącza stosowanie tego przepisu do drobnych umów życia codziennego wykonywanych natychmiast po ich zawarciu.
Ponadto art. 12 pkt 5 ww. ustawy stanowi, że najpóźniej w chwili wyrażenia przez konsumenta woli związania się umową na odległość lub poza lokalem przedsiębiorstwa przedsiębiorca ma obowiązek poinformować konsumenta w sposób jasny i zrozumiały o łącznej cenie lub wynagrodzeniu za świadczenie wraz z podatkami, a gdy charakter przedmiotu świadczenia nie pozwala, rozsądnie oceniając, na wcześniejsze obliczenie ich wysokości – sposobie, w jaki będą one obliczane, a także opłatach za transport, dostarczenie, usługi pocztowe oraz innych kosztach, a gdy nie można ustalić wysokości tych opłat – o obowiązku ich uiszczenia; w razie zawarcia umowy na czas nieoznaczony lub umowy obejmującej prenumeratę przedsiębiorca ma obowiązek podania łącznej ceny lub wynagrodzenia obejmującego wszystkie płatności za okres rozliczeniowy, a gdy umowa przewiduje stałą stawkę – także łącznych miesięcznych płatności.